# 赵与旹
趙與旹（1172年—1228年），字行之，一字德行。宋朝宗室。
宋太祖十世孫，生於宋孝宗乾道八年（1172年）。寧宗即位，以宗室補武階官，歷任婺、泰、衢州管庫，又監御前軍器所，司行在草料場等。任武階官三十餘年，未尝一日忘科舉，曾三度應舉，皆不中。理宗時，賜改換文階，以從事郎為麗水縣丞。理宗紹定四年十一月卒，享年五十七歲。《宋史》无传。著《賓退錄》十卷、《林靈素傳》等書。

## 世系
宋太祖生次子趙德昭，趙德昭生四子趙惟忠，趙惟忠生次子趙從藹，趙從藹生四子趙世雄，趙世雄生次子趙令甄，趙令甄生次子趙子沂，趙子沂生長子趙伯槱，趙伯槱生長子趙師炳，趙師炳生獨子趙希垚，趙希垚生三子趙與旹。

## 資料來源
1. ↑  《墓铭》稱其字為行之。宝祐五年陈宗礼作《賓退錄》一书序，称其字為德行。
2. ↑  《四庫全書提要》稱「宋太祖七世孫」，據《宋史·宗室世系表》二，是宋太祖的第十世子孫。
3. ↑  趙孟堅《彝齋文編》卷四〈從伯故麗水丞趙公墓銘（代作）〉